# ストレンジ・カインドオブウーマン (漫画)
『ストレンジ・カインドオブウーマン』は、日本の漫画家である犬 による2010年の漫画作品。成人漫画として2006年から2008年にかけて発表された『初犬』の改作。単行本表紙の書名表記は『ストレンジ🖤カインド オブ ウーマン』。
この項目では、派生OVA作品も含め『初犬』についても記述する。

## 漫画
『初犬』は、漫画家である犬の作品である。一水社は、23章からなるこの漫画を3巻の単行本として2006年4月22日から2008年7月11日にかけて発売した。2010年4月26日、この作品は、「大量加筆訂正」を経た2巻の「完全版」として『ストレンジ・カインドオブウーマン』と改題されて再発売された。このバージョンは、『初犬』の中の「ストレンジ・カインドオブウーマン」の物語だけを抜粋したものであり、『初犬』第1巻の第1章と第5-9章の内容は省かれている。ファンタグラフィックスの Eros Comix は、トーレン・スミスとスタジオ・プロテウスによる「完全版」に基づく英語版を『A Strange Kind of Woman』として発売した。その第1巻は2011年11月29日、第2巻は2014年9月2日にリリースされた。

## OVA
『初犬 The Animation』は、2話から成るOVAとして、2007年5月25日と7月27日にピンクパイナップルからDVDが発売された。
続編である『初犬 2 The Animation ストレンジ・カインド オブ ウーマンズ ～again～』も2話から成るOVAとして、2008年9月26日と12月26日にピンクパイナップルからDVDが発売された。